# 組曲「義経」〜来世邂逅
「組曲「義経」〜来世邂逅」（くみきょくよしつね らいせかいこう）は、日本のバンド陰陽座の9枚目のシングルである。2004年11月26日発売。発売元はキングレコード。

## 概要
- 源義経の物語をテーマとした、組曲三部作の最終章。尚、三部作すべてを合わせると、演奏時間は23分にも及ぶ。

## 収録曲
1. 組曲「義経」〜来世邂逅[5:01]
作詞・作曲：瞬火、編曲：陰陽座
  - テーマとしては、全てを失い死の淵にたたずむ静御前の想いを謳っているという。
2. 荊棘忍法帖（いばらにんぽうちょう）[4:06]
作詞・作曲：瞬火、編曲：陰陽座

## 収録アルバム
- オリジナル『臥龍點睛』（2005年6月22日）
- ベスト『陰陽珠玉』（2006年2月8日）